# Akiko Sekine
Akiko Sekine (nacida Akiko Hirao, Kitakyushu, 30 de agosto de 1975) es una deportista japonesa que compitió en triatlón. Ganó una medalla en los Juegos Asiáticos de 2006, y cinco medallas en el Campeonato Asiático de Triatlón entre los años 1999 y 2007.

## Palmarés internacional
| Juegos Asiáticos    | Juegos Asiáticos           | Juegos Asiáticos  | Juegos Asiáticos |
| Año                 | Lugar                      | Medalla           | Prueba           |
| ------------------- | -------------------------- | ----------------- | ---------------- |
| 2006                | Doha (Catar)               | Medalla de bronce | Individual       |
| Campeonato Asiático |                            |                   |                  |
| Año                 | Lugar                      | Medalla           | Prueba           |
| 1999                | Sokcho (Corea del Sur)     | Medalla de oro    | Individual       |
| 2002                | Xuzhou (China)             | Medalla de oro    | Individual       |
| 2004                | Bahía de Súbic (Filipinas) | Medalla de oro    | Individual       |
| 2006                | Jiayuguan (China)          | Medalla de bronce | Individual       |
| 2007                | Tongyeong (Corea del Sur)  | Medalla de oro    | Individual       |